# Politikåret 1917

## Händelser
- 17 januari - USA köper Danska Västindien från Danmark för 25 miljoner dollar.
- 31 januari - Tyskland proklamerar det oinskränkta ubåtskriget vilket inleds nästa dag med 111 ubåtar. Ubåtskrigets syfte är att avskära Storbritannien och Frankrike från import, särskilt av krigsmateriel.
- 3 februari - USA bryter de diplomatiska förbindelserna med Tyskland. Samma dag sänker en tysk ubåt det amerikanska passagerarfartyget Housatonic.
- 24 februari - Brittiska myndigheter överlämnar en kopia av det så kallade Zimmermantelegrammet till Walter H. Page, USA:s ambassadör i Storbritannien. I det kodade telegrammet från tyske utlandssekreteraren Arthur Zimmerman ställt till Johann von Bernstorff, Tysklands ambassadör i Mexiko, försökte Tyskland värva Mexiko som bundsförvant i händelse av krig med USA.
- Mars - Zimmermantelegrammet publiceras i amerikansk press.
- 12 mars (gregoriansk tideräkning) - Ryska februarirevolutionen inleds. Revolutionen var resultatet av hungerdemonstrationer och vapennedläggelser i Petrograd.
- 17 mars - Rysslands tsar Nikolaus II abdikerar. En provisorisk regering under Aleksandr Kerenskijs ledning tillsätts.
- 27 mars - Hjalmar Hammarskjöld avgår som svensk statsminister sedan riksdagen förkastat Storbritanniens förslag till allmänt handelsavtal.
- 30 mars - Högermannen Carl Swartz blir ny svensk statsminister. Conrad Carleson blir finansminister.[1] Sveriges regering kommer överens med Storbritannien om ökad livsmedelstillförsel mot att brittiska fartyg får trafikera den minerade Kogrundsrännan i Öresund.
- 6 april - USA förklarar Tyskland krig. Beslutet tas med 90 röster mot 6 i senaten och 373 mot 50 i representanthuset. De tilltagande tyska ubåtsaktiviteterna och Zimmermantelegrammet (där Mexiko lovas delar av södra USA om de går in i kriget på Tysklands sida) är de utlösande faktorerna.
- 13 april - På väg från Schweiz till Petrograd gör Lenin uppehåll i Stockholm för att träffa svenska socialdemokrater.
- 16 april - Vladimir Lenin anländer till Petrograd. Lenin och hans närmaste medarbetare fick tyska myndigheters tillstånd att från Schweiz passera genom Tyskland. Färden gick därefter vidare genom det neutrala Sverige för vidarebefordran till Ryssland.
- 15-16 maj - Det svenska Socialdemokratiska vänsterpartiet bildas under ledning av Zeth "Zäta" Höglund. Stommen i partiet utgörs av Socialdemokratiska Ungdomsförbundet (SDU). Socialdemokraterna bildar därför ett nytt ungdomsförbund, Sveriges Socialdemokratiska Ungdomsförbund (SSU).
- 29 juni - Grekland går in i första världskriget på ententens sida.
- Juli - Aleksandr Kerenskij krossar ett försök från bolsjevikerna att gripa makten i Ryssland. Lenin tvingas fly till Finland.
- 16 juli - Georg Michaelis efterträder Theobald von Bethmann Hollweg som Tysklands rikskansler.[2]
- 19 oktober - Nils Edén efterträder Carl Swartz som Sveriges statsminister.[1]
- 30 oktober - Vittorio Emanuele Orlando efterträder Paolo Boselli som Italiens konseljpresident.[3]
- 7 november - Oktoberrevolutionen i Ryssland utbryter. Kerenskijs västmaktsorienterade regering störtas, och bolsjevikerna under Vladimir Lenin griper makten.
- 20 november - Ukraina utropar sig som självständig republik.
- 28 november - Sveriges kung Gustaf V beger sig på statsbesök till Norge. I sitt tal i Kristiania betonar konungen sin varma önskan om enighet och samverkan mellan Nordens folk.
- 2 december - Georg von Hertling efterträder Georg Michaelis som Tysklands rikskansler.[2]
- 6 december - Finland utropar sig självständigt från Ryssland.[4]
- 13 december - Sverige förhandlar i London om ett nytt handelsavtal.
- 15 december - Under Lenins ledning sluter Ryssland vapenstillestånd med Tyskland.

## Val och folkomröstningar
- 20 september - I det svenska Andrakammarvalet går högern kraftigt tillbaka.

## Organisationshändelser
- 13 maj – Sveriges socialdemokratiska vänsterparti, nuvarande Vänsterpartiet, bildas.
- 26 augusti - Första lokalavdelningen av SLU, sedermera Centerpartiets ungdomsförbund bildas i Läckeby i Småland.

## Födda
- 25 januari – Jânio Quadros, Brasiliens president 1961.
- 4 februari – Agha Muhammad Yahya Khan, Pakistans president 1969–1971.
- 3 maj – Kiro Gligorov, Makedoniens förste president 1991–1999.
- 29 maj – John F. Kennedy, USA:s president 1961–1963.
- 7 juli – Fidel Sanchez Hernández, El Salvadors president 1967–1972.
- 11 september – Ferdinand Marcos, Filippinernas president 1965–1986.
- 14 november – Park Chung-hee, Sydkoreas president 1962–1979.
- 28 december – Ellis Clarke, Trinidad och Tobagos förste president 1976–1987.

## Avlidna
- 5 mars – Manuel de Arriaga, Portugals förste president 1911–1915.
- Okänt datum – Joseph Davilmar Théodore, Haitis president 1914–1915.

### Fotnoter
1. 1 2  ”Sweden” (på engelska). World Statesmen. http://www.worldstatesmen.org/Sweden.html. Läst 7 november 2012.
2. 1 2  ”Germany” (på engelska). World Statesmen. http://www.worldstatesmen.org/Germany.html. Läst 31 juli 2015.
3. ↑  ”Italy” (på engelska). World Statesmen. http://www.worldstatesmen.org/Italy.htm. Läst 31 juli 2015.
4. ↑  ”Finland” (på engelska). World Statesmen. http://www.worldstatesmen.org/Finland.html. Läst 9 november 2012.